# Viaduc de Colle Isarco
Le viaduc de Colle Isarco ou viaduc de Gossensass est un pont cantilever autoroutier de l'A22 situé à proximité de Brennero, dans le Trentin-Haut-Adige (Italie). 

## Histoire
Le viaduc est le plus grand pont autoroutier de l'A22, la partie italienne de l'autoroute du Brenner, et est donc parfois appelé le « petit Europabrücke ». L'ouvrage enjambe à la fois la rivière Isarco, la route nationale 12 et le chemin de fer du Brenner.
Construit à une hauteur moyenne de 1 182 m en légère pente, sa hauteur libre est de 110 m et est composé de 13 travées en structures indépendantes pour chaque sens de circulation, qui ne sont reliées entre elles que sur les dalles de chaussée. Le viaduc de 1 028 m de long a une largeur de 22,10 m, divisé en deux voies par des glissières et une bande d'arrêt d'urgence dans chaque direction. 
La poutre principale en béton précontraint est composée d'une travée principale d'une portée maximale de 163 m et 2 autres de 91 m secondaires. Les piles en béton armé en forme de V retournés mesurent entre 21 et 87 m de haut.   

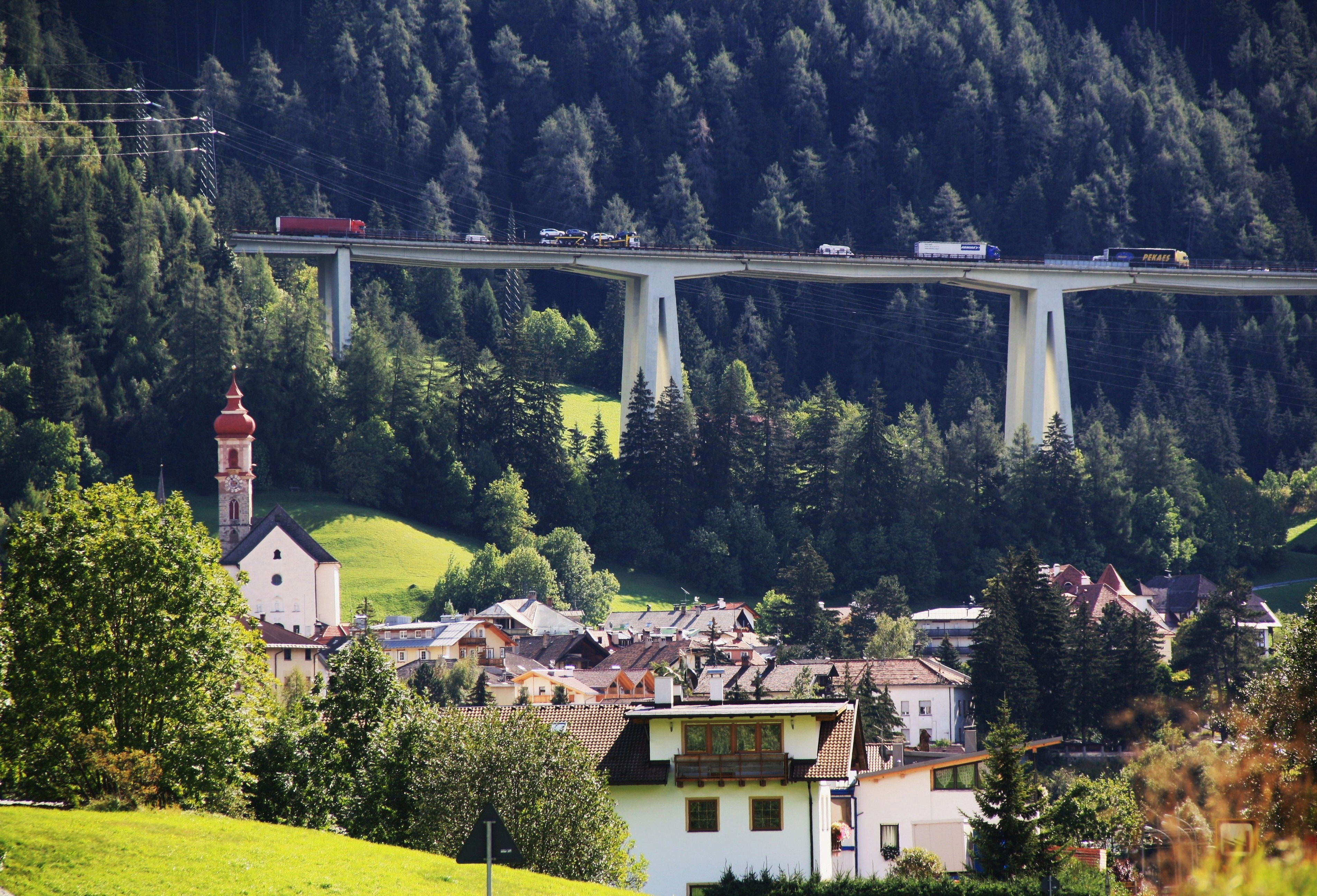
Village dominé par le viaduc (2011).

Le pont a été planifié entre 1968 et 1969, puis construit entre 1969 et 1971 pour le compte de l'Autostrada del Brennero SpA / Brennerautobahn AG. À partir des années 1980 et de plus en plus dans les années 1990, de nombreuses restaurations des dommages de corrosion causés par le fondant routier ont été réalisées. En 2007 et 2008, une précontrainte externe et une surveillance continue du comportement de la structure et des éventuels dommages de corrosion ont finalement été installés. En 2015, des rénovations ont été entreprises pour renforcer le pont avec un système de post-tension externe. 